# 莫尔塞夫
莫尔塞夫（法語：Mortcerf，法語發音：[mɔʁsɛʁf] ⓘ）是法国塞纳-马恩省的一个市镇，属于普罗万区。

## 地理
莫尔塞夫（48°47'22"N, 2°54'59"E）面积17.84 平方千米，位于法国法蘭西島大區塞纳-马恩省，该省份为法国北部内陆省份，北起瓦兹省，西接埃松省、马恩河谷省、塞纳-圣但尼省和瓦兹河谷省，南至卢瓦雷省，东南接约讷省，东临马恩省和奥布省，东北接埃纳省。
与莫尔塞夫接壤的市镇（或旧市镇、城区）包括：布里地区拉乌赛、布里地区讷夫穆捷、孔特新城、布里地区克雷沃克尔、达马尔坦叙蒂若、盖拉尔、欧特弗耶、吕米尼-内勒-奥尔莫。

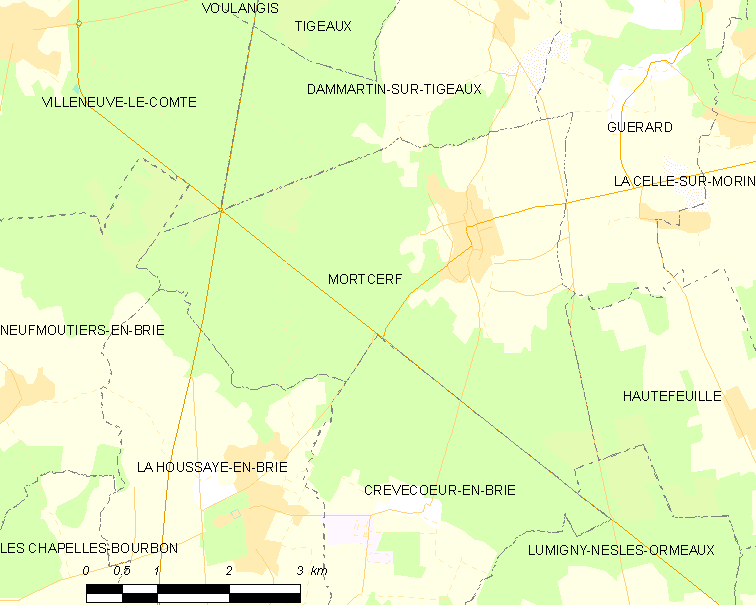
莫尔塞夫的OSM定位图

莫尔塞夫的时区为UTC+01:00、UTC+02:00（夏令时）。

## 行政
莫尔塞夫的邮政编码为77163，INSEE市镇编码为77318。

## 政治
莫尔塞夫所属的省级选区为丰特奈-特雷西尼县。

## 人口

1962-2008年间莫尔塞夫人口变化图示

莫尔塞夫于2022年1月1日时的人口数量为1405人。